# Лилиан, герцогиня Халландская
Принцесса Лилиан, герцогиня Халландская (30 августа 1915 — 10 марта 2013) — член шведского королевского дома, супруга принца Бертиля, герцога Халландского (1912—1997), тётя короля Карла XVI Густава, бывшая английская модель.

## Жизнь
Лилиан родилась в Суонси — втором по величине городе Уэльса — в семье Уильяма Дэвиса и Глэдис Мэри Курен. Родители расстались, когда девочке было пять лет (официально развод зарегистрировали в 1939 году).
В юности Лилиан стала работать моделью, её фото появилось на обложке журнала «Vogue».
В 1940—1945 годах была замужем за британским (шотландским) актёром Айвеном Крейгом, которого вскоре призвали в армию и отправили в Северную Африку. Лилиан во время Второй мировой войны работала на заводе на сборке радиопередатчиков для Королевского флота, а также сестрой милосердия в госпитале.
В 1943 году она познакомилась в лондонском казино Les Ambassadeurs с принцем Бертилем Шведским, герцогом Халландским, — третьим сыном короля Густава VI Адольфа и его первой жены, принцессы Маргариты Коннаутской, который в то время исполнял обязанности военно-морского атташе в посольстве Швеции в британской столице. Вскоре после этого Бертиль и Лилиан, которая тогда была замужем за Крейгом, стали любовниками. В 1945 году супруги развелись. После того как старший брат Бертиля принц Густав Адольф погиб в 1947 году, оставив сына Карла Густава, которому на тот момент ещё не исполнилось и девяти месяцев, у герцога Халландского появился шанс со временем стать регентом при племяннике. В случае женитьбы на Лилиан — женщине неаристократического происхождения, к тому же разведённой, — он, вероятнее всего, лишился бы такой перспективы. Поэтому несколько лет пара скрывала свои отношения, хотя и вела совместную жизнь, поселившись в Сент-Максиме (Франция) на Лазурном Берегу. Отец принца, король Густав VI Адольф, прожил долгую жизнь; племянник Бертиля за это время перешёл рубеж совершеннолетия, а в 1973 году в 27-летнем возрасте сменил на троне почившего 90-летнего деда, став королём Карлом XVI Густавом.
После смерти Густава VI Адольфа 61-летняя Лилиан и 64-летний Бертиль сочетались законным браком; венчание состоялось 7 декабря 1976-го. Тем не менее Бертиль продолжал выступать в качестве заместителя короля в его отсутствие. Его жена стала именоваться принцессой Лилиан, герцогиней Халландской. Проживали теперь супруги на собственной вилле Сульбаккен.
Бертиля не стало 5 января 1997 года. В 1997—2010 годах принцесса Лилиан продолжала представлять Швецию на официальных мероприятиях и праздниках. В 2000 году она выпустила автобиографическую книгу о жизни при королевском дворе, а также о семейной жизни с Бертилем. В августе 2008 года принцесса у себя дома упала и сломала бедро. Подобный случай произошёл и в феврале 2009 года. А 3 июня 2010 года было объявлено, что принцесса Лилиан страдает болезнью Альцгеймера и больше не может исполнять общественные обязанности.
Принцесса Лилиан умерла 10 марта 2013 года в Стокгольме на 98-м году жизни. На момент смерти она являлась самым пожилым членом не только шведского королевского дома, но и среди всех членов королевских семей Европы.
В честь принцессы Лилиан было дано второе имя родившейся 20 февраля 2014 года дочери принцессы Мадлен: полное имя девочки — Леонор Лилиан Мария.

## Интересный факт
Принцесса Лилиан, герцогиня Халландская, которая прославилась романтической историей своих отношений с Бертилем Шведским, завершившейся браком на склоне лет, до сих пор, однако, особенно часто упоминается в СМИ в связи с легендарными Нобелевскими банкетами. Как известно, на этом торжественном ужине используется грандиозный фарфоровый сервиз (в нём одних только тарелок насчитывается 9550), изготовленный по спецзаказу к 90-летию премии (1991), и в комплект для каждого из гостей, число которых составляет от 1300 до 1400, входит наряду с прочей посудой кофейная чашечка, а вот чайная чашка в нём всего одна — она была изготовлена лично для принцессы Лилиан, которая не пила кофе. Чашка хранится в специальной красивой коробке из дерева с монограммой принцессы (а вот блюдце, которое имелось в комплекте с чашкой, бесследно пропало).